# Рудня-Озерянская
Рудня-Озерянская (укр. Рудня-Озерянська) — село на Украине, основано в 1919 году, находится в Олевском районе Житомирской области.
Население по переписи 2001 года составляет 223 человека. Почтовый индекс — 11021. Телефонный код — 4135. Занимает площадь 1,12 км².

## Адрес местного совета
111021, Житомирская область, Олевский р-н, смт. Новоозерянка, ул. Заводская, 5